# Deimos Ridge
Deimos Ridge är en bergstopp i Antarktis. Den ligger i Västantarktis. Argentina, Chile och Storbritannien gör anspråk på området. Toppen på Deimos Ridge är 583 meter över havet, eller 91 meter över den omgivande terrängen. Bredden vid basen är 2,5 km.
Terrängen runt Deimos Ridge är platt åt sydväst, men åt nordost är den kuperad. Trakten är obefolkad. Det finns inga samhällen i närheten.